# Malgrate
Malgrate är en ort och kommun i provinsen Lecco i regionen Lombardiet i Italien. Kommunen hade 4 373 invånare år 2018.
Bland sevärdheterna finns kyrkorna San Leonardo och Sant'Antonio Abate.

## Bilder
| - San Leonardo. - Sant'Antonio Abate. |